# Trouble obsessionnel compulsif sur le couple
En psychologie, le trouble obsessionnel compulsif du couple, ou TOC du couple, est une forme de trouble obsessionnel compulsif (TOC) qui se concentre sur les relations de couple. En français, on parle du « TOC du couple » ou du « ROCD » (le sigle anglophone pour le toc du couple, Relationship obsessive-compulsive disorder). On utilise donc aussi le sigle anglophone puisqu'il ne porte pas à confusion contrairement au sigle francophone « TOCC » que l'on pourrait déduire pour le toc du couple, trop proche du sigle pour les tocs en général.
L'obsession pathologique centrée sur le TOC du couple conduit l'obsessionnel à souffrir psychologiquement, ses pensées sont émotionnellement stressantes, affaiblissantes et ont un impact négatif sur le fonctionnement de sa relation. Contrairement à une personne qui développera de simples doutes sur sa relation, l'obsessionnel du toc du couple peut souffrir à la suite de ces doutes, de crises de panique répétées, de conduites d'évitement de son ou sa partenaire, d’hypervigilance psychologique et il ou elle ira même jusqu'à entrer dans un état anxieux globalement avancé qui entrave la vie quotidienne (alimentation, sommeil, fonctionnement émotionnel). Il s'agit d'un état d'anxiété et de doutes psychologiquement handicapant.

## Le trouble obsessionnel compulsif
Le trouble obsessionnel compulsif comprend l'arrivée de pensées intrusives, d'images ou pulsions qui sont indésirables, pénibles, et interfèrent avec la vie de la personne. L'obsessionnel vit ces intrusions comme contraires à ses croyances et valeurs. Ces pensées intrusives sont souvent suivies par des comportements compulsifs qui visent à neutraliser les conséquences très craintes par l'obsessionnel et à soulager temporairement l'anxiété causée par ces obsessions. Les tentatives de supprimer ou de neutraliser ces obsessions font accroître la fréquence et la détresse du souffrant plutôt que de faire diminuer l'anxiété ressentie.
Les thèmes d'obsessions les plus répandus sont la peur de la contamination, la peur de se blesser physiquement ou de blesser quelqu'un physiquement, les doutes, et l'obsession de l'ordre. Cependant, les personnes qui souffrent d'un trouble obsessionnel compulsif peuvent également souffrir de toc religieux ou d'obsessions sexuelles. Certaines personnes développent des obsessions liées à leurs sentiments dans leur couple ou les sentiments éprouvés dans des relations passées : il s'agit du toc du couple. Les pensées répétitives sur les sentiments éprouvés en couple peuvent exister au cours du développement naturel d'une histoire amoureuse. Cependant, dans le cadre du toc du couple, ces préoccupations sont indésirables et involontaires, intrusives, chroniques et handicapantes.

## Symptômes

### Symptômes centrés sur la relation
Le souffrant doute perpétuellement d'aimer son ou sa partenaire, il ou elle doute perpétuellement que la relation soit la bonne ou que leur partenaire les aime réellement. Quand l'obsessionnel sait qu'il aime quelqu'un ou que quelqu'un l'aime, il ne cesse de vérifier et de se rassurer qu'il s'agit du bon sentiment. Lorsqu'il tente de mettre fin à la relation, il est submergé par de l'angoisse. En restant dans la relation, cependant, il est hanté par le doute au sujet de la relation.

### Symptômes centrés sur le partenaire
Une autre forme de toc du couple inclut la préoccupation, la vérification, et le comportement de recherche de réassurance perpétuelle au regard des défauts du partenaire perçus par l'obsessionnel. Au lieu de voir les côtés positifs et les qualités de leur partenaire, les obsessionnels sont constamment concentrés sur leurs lacunes, malgré eux. Comme pour tous les tocs, les obsessionnels ressentent une grande honte et une culpabilité écrasante à vivre ces pensées, à ressentir ces émotions négatives à l'égard de leur partenaire. Leur perception exagère souvent ces défauts et les obsessionnels utilisent cela pour se prouver à eux-mêmes que la relation est fondamentalement dysfonctionnelle. Cela contraste en réalité avec la réelle nature des sentiments de l'obsessionnel, qui sont voilés par le toc du couple. Le fait que l'obsessionnel soit incapable de se concentrer sur quoi que ce soit d'autre que les défauts de son ou sa partenaire lui cause beaucoup d'anxiété, et cela conduit souvent à une relation de couple tendue.

## Causes
Comme pour d'autres formes de trouble obsessionnel compulsif, les facteurs psychologiques et biologiques (neurologiques) sont considérés comme des facteurs qui jouent un rôle dans le développement et l'entretien du toc du couple. Les pensées et comportements défectueux ou inadaptés sont identifiés comme inhérents aux tocs. En outre, des cas de toc du couple suggèrent que la dépendance excessive aux relations amoureuses ou la valeur perçue d'un partenaire par rapport aux émotions et à l'amour-propre d'une personne et sa peur de l'abandon (voir également la théorie de l'attachement) peuvent accroître la vulnérabilité et entretenir les symptômes du toc du couple,.